# Ізотопи в медицині
Ізотопи в медицині — це ізотоп, який використовується в медицині.
Перше використання ізотопів у медицині було в радіофармацевтиці, і це все ще є найпоширенішим використанням. Однак також нещодавно почали використовуватися розділені стабільні ізотопи.
Прикладами нерадіоактивних медичних ізотопів є:
- Дейтерій у дейтерованих препаратах[en].
- Вуглець-13 використовується для метаболічних тестів функцій печінки[1]

## Використані радіоактивні ізотопи
Радіоактивні ізотопи використовуються в медицині як для лікування, так і для діагностики. Найпоширенішим ізотопом, який використовується в діагностичному скануванні, є Tc-99m, який використовується приблизно в 85 % усіх діагностичних сканувань у ядерній медицині у всьому світі. Він використовується для діагностики широкого спектру частин тіла та захворювань, таких як рак і неврологічні проблеми. Іншим добре відомим радіоактивним ізотопом, який використовується в медицині, є I-131, який використовується як радіоактивна мітка для деяких радіофармацевтичних методів лікування або для лікування деяких видів раку щитоподібної залози.